# Neil Simon

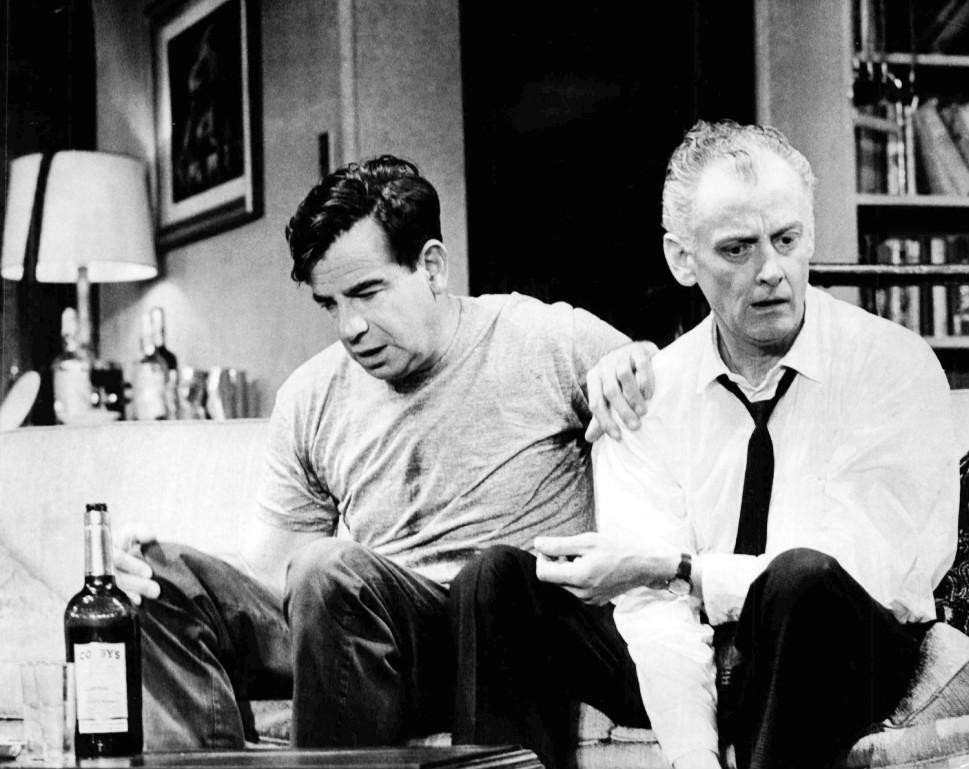
Walter Matthau i Art Carney w spektaklu Dziwna para, 1965

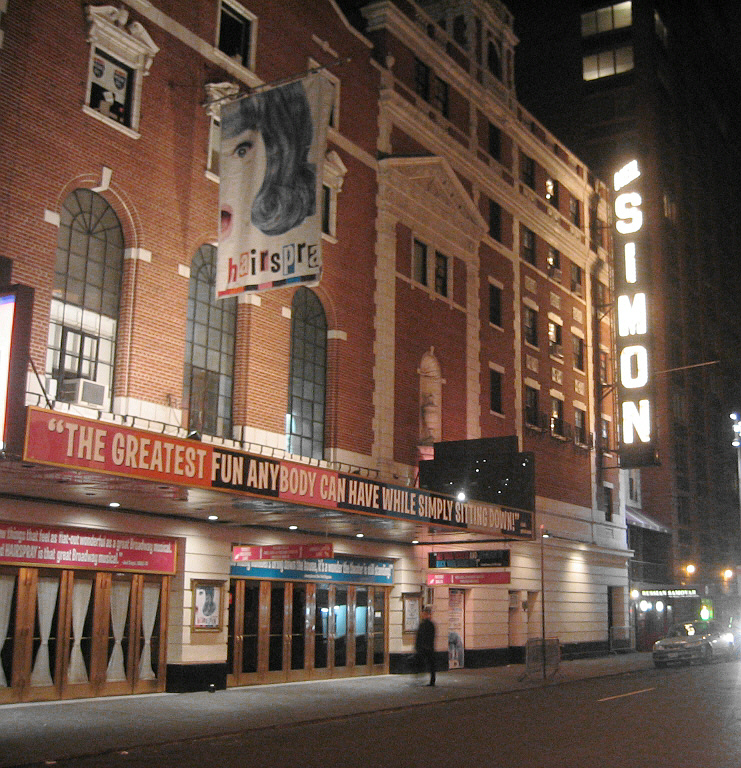
Neil Simon Theatre na Broadwayu, nazwany na cześć dramaturga 29 czerwca 1983

Marvin Neil Simon (ur. 4 lipca 1927 w Nowym Jorku, zm. 26 sierpnia 2018 tamże) – amerykański dramaturg i scenarzysta filmowy żydowskiego pochodzenia. Był jednym z najczęściej wystawianych dramaturgów na świecie. Laureat Nagrody Pulitzera (1991).

## Życiorys
Zaczynał od pisania wraz ze swym bratem, Danny Simonem, tekstów dla radia i telewizji.
Napisał scenariusze do około 30 filmów, w tym m.in.: Dziwna para (1968), The Out-of-Towners (1970), Promienni chłopcy (1975), Zabity na śmierć (1976), Tani detektyw (1978), Jak za dawnych, dobrych czasów (1980), Dziwna para II (1998). W komediach według jego scenariuszy grali m.in.: Walter Matthau, Jack Lemmon, Peter Sellers, Peter Falk, George Burns i Woody Allen.
Na Broadwayu znajduje się teatr jego imienia – Neil Simon Theatre.
Zmarł w nowojorskim szpitalu 26 sierpnia 2018 w wieku 91 lat.

## Życie prywatne
Był żonaty pięć razy:
- Joan Baim (1953–1973; jej śmierć) – tancerka
- Marsha Mason (1973–1981; rozwód) – aktorka
- Diane Lander (dwukrotnie: 1987–1988 i 1990–1998; dwukrotnie rozwód)
- Elaine Joyce (1999–2018; jego śmierć) – aktorka

## Sztuki
- Come Blow Your Horn (1961)
- Little Me (1962)
- Barefoot in the Park (1963)
- Dziwna para (1965)
- Słodka Charity (1966)
- The Star-Spangled Girl (1966)
- Plaza Suite (1968)
- Promises, Promises (1968)
- The Last of the Red Hot Lovers (1969)
- The Gingerbread Lady (1970)
- The Prisoner of Second Avenue (1971)
- Słoneczni chłopcy (1972)
- The Good Doctor (1973)
- God’s Favorite (1974)
- California Suite (1976)
- Rozdział drugi (1977)
- They’re Playing Our Song (1979)
- I Ought to Be in Pictures (1980)
- Fools (1981)
- Brighton Beach Memoirs (1983)
- Biloxi Blues (1985)
- Dziwna para (wersja kobieca, 1985)
- Droga na Broadway (1986)
- Rumors (1988)
- Lost in Yonkers (1991)
- Jake’s Women (1992)
- The Goodbye Girl (1993)
- Laughter on the 23rd Floor (1993)
- London Suite (1995)
- Proposals (1997)
- The Dinner Party (2000)
- 45 Seconds from Broadway (2001)
- Rose’s Dilemma (2003)